# Angervilliers
Ne doit pas être confondu avec Angevillers.
Angervilliers (prononcé [ɑ̃ʒɛʁvilie] ) est une commune française située à trente-six kilomètres au sud-ouest de Paris dans le département de l'Essonne en région Île-de-France.

## Géographie

### Situation
| Type d’occupation           | Pourcentage | Superficie (en hectares) |
| --------------------------- | ----------- | ------------------------ |
| Espace urbain construit     | 9,7 %       | 88,17                    |
| Espace urbain non construit | 4,2 %       | 37,70                    |
| Espace rural                | 86,1 %      | 781,95                   |
| Source : Iaurif MOS 2008    |             |                          |

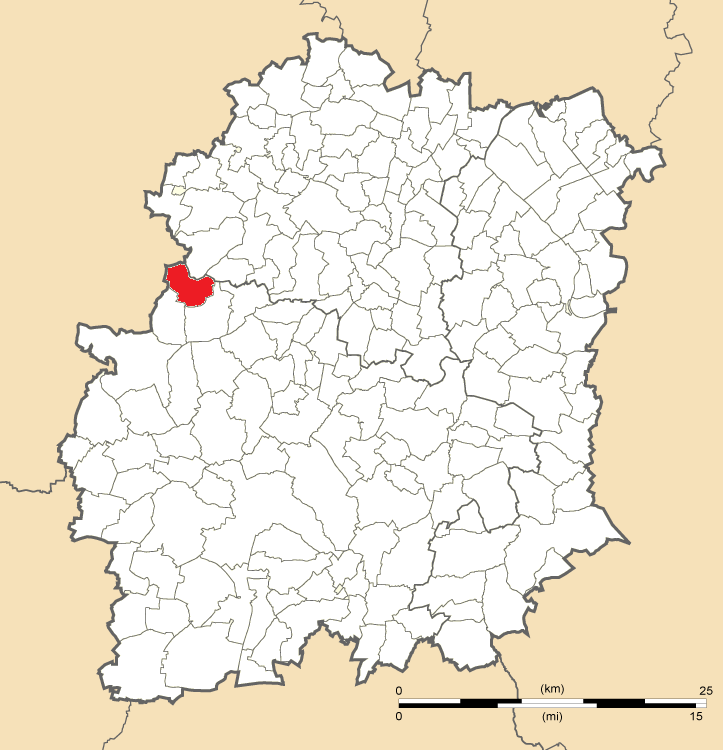
Position d’Angervilliers en Essonne.

Le territoire d'Angervilliers est composé environ à 40 % par la forêt domaniale d'Angervilliers et à 40 % par des champs. Le reste du territoire est occupé par le village. Les espaces boisés s'apparentent à ceux du massif de Rambouillet. Les essences retrouvées sont celles de ce massif : chênes, hêtres, frênes, ainsi que des châtaigniers plantés en grand nombre sous Louis XIV (devenus l'emblème du village). Dans le reste des espaces ruraux, à usage agricole, les cultures céréalières (blé, orge, maïs), oléo-protéagineuses (colza), et fourragères (pois, féveroles) constituent l'essentiel des productions locales.
Le territoire communal est traversé dans sa longueur par l’autoroute A10, et par la LGV Atlantique qui longe l'autoroute. Les routes départementales D 838 (Limours-Dourdan) et D 132 (Arpajon-Rambouillet) assurent les liaisons avec les communes voisines.
Angervilliers est située à trente-six kilomètres au sud-ouest de Paris-Notre-Dame, point zéro des routes de France, huit kilomètres au nord-est de Dourdan, quatorze kilomètres à l'ouest d'Arpajon, seize kilomètres au sud-ouest de Montlhéry, dix-neuf kilomètres au nord-ouest d'Étampes, dix-neuf kilomètres au sud-ouest de Palaiseau, vingt-quatre kilomètres au nord-ouest de La Ferté-Alais, vingt-huit kilomètres au sud-ouest d'Évry, trente kilomètres au sud-ouest de Corbeil-Essonnes, trente-six kilomètres au nord-ouest de Milly-la-Forêt.

### Hydrographie
La commune n'est irriguée par aucune rivière. On y trouve malgré tout quelques étangs dont l'étang neuf, les étangs de Botteaux (on y pratique la pêche), l'étang des terres à pots ainsi que la pièce d'eau artificielle du château d'Angervilliers alimentée par un aqueduc souterrain passant sous le village et datant du XVIIe siècle.

### Relief et géologie
Le point le plus bas de la commune est situé à soixante-dix sept mètres d'altitude et le point culminant à cent soixante-trois mètres. La commune présente des dénivellations importante pour la région parisienne, correspondant aux dépressions des écoulements des eaux (notamment à l'est de la commune). Les sols sont essentiellement argileux sur les plateaux avec des affleurements sableux en particulier à l’est et au nord-ouest de la commune.

### Climat
Pour des articles plus généraux, voir Climat de l'Île-de-France et Climat de l'Essonne.
En 2010, le climat de la commune est de type climat océanique dégradé des plaines du Centre et du Nord, selon une étude du CNRS s'appuyant sur une série de données couvrant la période 1971-2000. En 2020, Météo-France publie une typologie des climats de la France métropolitaine dans laquelle la commune est exposée à un climat océanique altéré et est dans la région climatique Sud-ouest du bassin Parisien, caractérisée par une faible pluviométrie, notamment au printemps (120 à 150 mm) et un hiver froid (3,5 °C).
Pour la période 1971-2000, la température annuelle moyenne est de 10,9 °C, avec une amplitude thermique annuelle de 15,2 °C. Le cumul annuel moyen de précipitations est de 657 mm, avec 11 jours de précipitations en janvier et 7,9 jours en juillet. Pour la période 1991-2020, la température moyenne annuelle observée sur la station météorologique la plus proche, située sur la commune de Fontenay-lès-Briis à 7 km à vol d'oiseau, est de 11,6 °C et le cumul annuel moyen de précipitations est de 696,0 mm,. Pour l'avenir, les paramètres climatiques de la commune estimés pour 2050 selon différents scénarios d'émission de gaz à effet de serre sont consultables sur un site dédié publié par Météo-France en novembre 2022.

### Voies de communication et transports

#### Le réseau routier
Le territoire communal est traversé par deux routes départementales, la D 838 dans l'axe nord-sud (Limours-Dourdan) et la D 132 dans l'axe est-ouest (Arpajon-Rambouillet). L'autoroute A10 est accessible à 10 km au sud, par la D 838, cette dernière permet aussi d'emprunter la Francilienne dans cette même direction.

#### Transports en commun
Des services de bus assurent la liaison avec la gare RER de Dourdan avec une fréquence de une heure environ le matin et le soir aux heures de départ et de retour du travail. Ils assurent aussi la liaison avec Limours et Rambouillet. Ses services de bus assurent aussi le ramassage scolaire vers les collèges et lycée de Dourdan.
La commune est desservie par les lignes 4, 6 et 39.05 du réseau de bus Centre et Sud Yvelines. Une navette permet de relier Angervilliers à la gare autoroutière de Briis-sous-Forges qui assure la liaison avec la gare RER de Massy - Palaiseau :
La gare la plus proche d'Angervilliers se trouve à 8 km : gare de Dourdan (desservie par le RER C). La gare TGV la plus proche est celle de Massy TGV, située à 20 km. Angervilliers est située à 27 km de l'aéroport d'Orly et à 59 km de l'aéroport de Paris-Charles-de-Gaulle.

### Lieux-dits, écarts et quartiers
Angervilliers ne possède aucun hameau et n'est composée que du bourg.

## Urbanisme

### Typologie
Au 1er janvier 2024, Angervilliers est catégorisée bourg rural, selon la nouvelle grille communale de densité à sept niveaux définie par l'Insee en 2022.
Elle est située hors unité urbaine. Par ailleurs la commune fait partie de l'aire d'attraction de Paris, dont elle est une commune de la couronne,. Cette aire regroupe 1 929 communes,.

## Toponymie
Le nom de la localité est attesté sous les formes Angelviler en 1117, Angivillare en 1185, Angervillier en 1351.
Comme tous les toponymes en -villiers, ce toponyme désigne un domaine rural, plus ou moins grand, précédé d'un anthroponyme, un certain Angilo ou Ansger. Le bas latin Villare « ferme, domaine rural » a évolué en Villier. Villiers dans une grande partie du domaine d'oïl.
En 1793, la commune fut créée avec le nom orthographié comme actuellement.

## Histoire
Il existe peu de traces du passé lointain de cette localité du Hurepoix, même si une occupation humaine ancienne est attestée dans des secteurs proches.
Au XIe siècle, une église existe déjà.
En 1319, Élisabeth d'Angervilliers possède la seigneurie et exerce à ce titre ses droits de haute, moyenne et basse justice. Anne de Pisseleu, duchesse d'Étampes et favorite de François Ier, et Jacques-Auguste de Thou, président au Parlement de Paris et fin lettré, figurent également parmi les seigneurs. Le marquis Édouard Ollier de Nointel puis Prosper Bauyn agrandissent considérablement le domaine par l'acquisition de fermes et de bois sur les communes de Forges, Limours, Briss, Vaugrigneuse, et le Val-Saint-Germain. Nicolas-Prosper Bauyn d'Angervilliers, ministre de la Guerre sous le règne de Louis XV, rend célèbre le nom du territoire. Mme Récamier vient y séjourner chez son amie Mme de Catellan.
Au XIXe siècle, Angervilliers est un lieu de loisir et de chasse. En effet autrefois, les pentes argileuses et sableuses des environs du village étaient affectées aux vignobles, où il était question de ventes de vignes au « montagnes d'Angervilliers ». Le village, situé en lisière de forêt de Rambouillet, est ensuite devenu le lieu d'élection du châtaignier qui pouvait se compter par milliers. Certains, tricentenaires, ont été plantés sous Louis XIV.
L'activité économique se déploie autour de la terre par le biais de l'agriculture et de la fabrication de tuiles et de briques. Autrefois, Angervilliers possédait trois tuileries briqueteries dont les produits étaient fabriqués à la main. Seule la tuilerie de Sylvain se mécanisa, et produisit des tuiles, briques et carreaux de grande renommée. En 1897, à la tuilerie Sylvain, restée seule en liste, s'adjoindra un potier qui inventera un nouveau pot de fleurs « le pot japonais », ancêtre de nos pots Riviera. Cette usine a été démolie et depuis, les briqueteries de Vaugirard se sont implantées sur le territoire de la commune, attirées par la fameuse glaise de cette région. Elles ont été rachetées récemment par l'entreprise Wienerberger.
Au début du XXe siècle, un manoir est construit à la place du château primitif. Durant la Seconde Guerre mondiale, la propriété, occupée d'abord par l'organisation Todt, est réquisitionnée par les Américains puis par les Français. Ses propriétaires sont morts en déportation. D'abord laissée à l'abandon, elle appartient aujourd'hui à la Société des eaux minérales Perrier.

## Politique et administration

### Rattachements administratifs et électoraux
Antérieurement à la loi du 10 juillet 1964, la commune faisait partie du département de Seine-et-Oise. La réorganisation de la région parisienne en 1964 fit que la commune appartient désormais au département de l'Essonne après un transfert administratif effectif au 1er janvier 1968.
Elle faisait partie depuis la mise en place du département à son arrondissement d'Etampes, mais a été rattachée le 1er janvier 2018 à l'arrondissement de Palaiseau afin d'adapter les limites des arrondissements à la structuration des intercommunalités du département.
Pour l'élection des députés, la commune d'Angervilliers fait partie de la troisième circonscription de l'Essonne.
Elle était rattachée depuis 1801 au canton de Dourdan-Nord du département de Seine-et-Oise. Lors de la mise en place du département de l'Essonne, elle intègre en 1967 le canton de Saint-Chéron. Dans le cadre du redécoupage cantonal de 2014 en France, la commune fait désormais partie du canton de Dourdan.

### Intercommunalité
Angervilliers a adhéré en 2006 à la communauté de communes du pays de Limours (CCPL).

### Tendances et résultats politiques
Élections présidentielles, résultats des deuxièmes tours
- Élection présidentielle de 2002 : 81,82 % pour Jacques Chirac (RPR), 18,18 % pour Jean-Marie Le Pen (FN), 85,79 % de participation[33].
- Élection présidentielle de 2007 : 54,44 % pour Nicolas Sarkozy (UMP), 45,56 % pour Ségolène Royal (PS), 88,53 % de participation[34].
- Élection présidentielle de 2012 : 50,68 % pour François Hollande (PS), 49,32 % pour Nicolas Sarkozy (UMP), 83,97 % de participation[35].
- Élection présidentielle de 2017 : 65,06 % pour Emmanuel Macron (LREM), 34,94 % pour Marine Le Pen (RN), 76,26 % de participation.
- Élection présidentielle 2022 : 57,28 % pour Emmanuel Macron (LREM), 42,72 % pour Marine Le Pen (RN),

79,72 % de participation.
Élections législatives, résultats des deuxièmes tours
- Élections législatives de 2002 : 50,80 % pour Geneviève Colot (UMP), 49,20 % pour Yves Tavernier (PS), 66,71 % de participation[36].
- Élections législatives de 2007 : 57,58 % pour Geneviève Colot (UMP), 42,42 % pour Brigitte Zins (PS), 58,85 % de participation[37].
- Élections législatives de 2012 : 50,88 % pour Michel Pouzol (PS), 49,12 % pour Geneviève Colot (UMP), 56,59 % de participation[38].
- Élections législatives de 2017 : 61,27 % pour Laëtitia Romeiro Dias (LREM), 38,73 % pour Virginie Araujo (LFI), 42,88 % de participation.
- Élections législatives de 2022 : 58,03 % pour Alexis Izard (ENS), 41,97 % pour Steevy Gustave (NUPES), 51,62 % de participation.

Élections européennes, résultats des deux meilleurs scores
- Élections européennes de 2004 : 26,04 % pour Harlem Désir (PS), 14,32 % pour Patrick Gaubert (UMP), 47,07 % de participation[39].
- Élections européennes de 2009 : 27,45 % pour Michel Barnier (UMP), 17,66 % pour Daniel Cohn-Bendit (Les Verts), 43,77 % de participation[40].
- Élections européennes de 2014 : 23,30 % pour Aymeric Chauprade (FN), 21,76 % pour Alain Lamassoure (UMP), 45,36 % de participation.
- Élections européennes de 2019 : 21,38 % pour Jordan Bardella (RN), 21,20 % pour Nathalie Loiseau (LREM), 51,37 % de participation.

Élections régionales, résultats des deux meilleurs scores
- Élections régionales de 2004 : 49,82 % pour Jean-Paul Huchon (PS), 34,34 % pour Jean-François Copé (UMP), 69,00 % de participation[41].
- Élections régionales de 2010 : 58,72 % pour Jean-Paul Huchon (PS), 41,28 % pour Valérie Pécresse (UMP), 48,23 % de participation[42].
- Élections régionales de 2015 : 45,10 % pour Valérie Pécresse (LR), 32,60 % pour Claude Bartolone (PS), 58,06 % de participation.

Élections cantonales et départementales, résultats des deuxièmes tours
- Élections cantonales de 2001 : données manquantes.
- Élections cantonales de 2008 : 60,22 % pour Jean-Pierre Delaunay (UMP), 39,78 % pour Jean-François Degoud (DVG), 38,44 % de participation[43].
- Élections départementales de 2015 : 71,71 % pour Dany Boyer (DVD) et Dominique Écharoux (UMP), 28,29 % pour Maryvonne Boquet (PS) et Bernard Vera (PCF), 51,87 % de participation.

Élections municipales, résultats des deuxièmes tours
- Élections municipales de 2001 : données manquantes.
- Élections municipales de 2008 : 436 voix pour Lisiane Bibet (?) élue au premier tour, 436 voix pour William Gérard (?), 60,35 % de participation[44].
- Élections municipales de 2014 : 60,96 % pour Dany Boyer (DVD), élue au premier tour, 39,03 % pour Martine Chapon Dupont (DVG), 71,28 % de participation.
- Élections municipales de 2020 : 62,78 % pour Dany Boyer (DVD), élue au premier tour, 37,22 % pour Olivier Therond (SE), 55,94 % de participation.

Référendums
- Référendum de 2000 relatif au quinquennat présidentiel : 76,44 % pour le Oui, 23,56 % pour le Non, 33,10 % de participation[45].
- Référendum de 2005 relatif au traité établissant une Constitution pour l'Europe : 59,36 % pour le Non, 40,64 % pour le Oui, 75,50 % de participation[46].

### Politique locale
Compte tenu du nombre de ses habitants, la commune est administrée par un conseil municipal de dix-neuf élus.

### Liste des maires
| Période                                  | Période                    | Identité           | Étiquette | Qualité |
| ---------------------------------------- | -------------------------- | ------------------ | --------- | --- |
| Les données manquantes sont à compléter. |                            |                    |           | |
| 1910                                     | 1917                       | Henri Ricoux       |           | |
| 1917                                     | 1944                       | Léon Guesneau      |           | |
| 1944                                     | 1947                       | Jacques Freymuth   |           | |
| 1947                                     | 1953                       | Henri Chauvel      |           | |
| 1953                                     | 1971                       | Roger Moulin       |           | |
| 1971                                     | 1977                       | Jean Jacques Weill |           | |
| 1977                                     | 1983                       | Roger Coste        |           | |
| 1983                                     | 2001                       | Jacques Merle      |           | Professeur à l'école Boule |
| 2001                                     | 2014                       | Roger Cottin       | DVG       | Ingénieur |
| 2014                                     | En cours (au 16 juin 2020) | Mme Dany Boyer     | DVD       | Artiste chorégraphique retraitée Conseillère départementale de Dourdan (2015 →) Vice-présidente de la CC du pays de Limours (2008 →) Réélue pour le mandat 2020-2026 |

### Jumelages
La commune d'Angervilliers n'a développé aucune association de jumelage.

## Population et société

### Démographie
Les habitants sont nommés les Angervilliérois.

#### Évolution démographique
L'évolution du nombre d'habitants est connue à travers les recensements de la population effectués dans la commune depuis 1793. Pour les communes de moins de 10 000 habitants, une enquête de recensement portant sur toute la population est réalisée tous les cinq ans, les populations de référence des années intermédiaires étant quant à elles estimées par interpolation ou extrapolation. Pour la commune, le premier recensement exhaustif entrant dans le cadre du nouveau dispositif a été réalisé en 2008.

En 2022, la commune comptait 1 720 habitants, en évolution de +2,32 % par rapport à 2016 (Essonne : +2,89 %, France hors Mayotte : +2,11 %).
| 1793 | 1800 | 1806 | 1821 | 1831 | 1836 | 1841 | 1846 | 1851 |
| ---- | ---- | ---- | ---- | ---- | ---- | ---- | ---- | ---- |
| 288  | 330  | 340  | 340  | 356  | 375  | 371  | 321  | 355  |

| 1856 | 1861 | 1866 | 1872 | 1876 | 1881 | 1886 | 1891 | 1896 |
| ---- | ---- | ---- | ---- | ---- | ---- | ---- | ---- | ---- |
| 342  | 323  | 354  | 366  | 353  | 363  | 352  | 339  | 358  |

| 1901 | 1906 | 1911 | 1921 | 1926 | 1931 | 1936 | 1946 | 1954 |
| ---- | ---- | ---- | ---- | ---- | ---- | ---- | ---- | ---- |
| 366  | 345  | 356  | 311  | 348  | 381  | 353  | 381  | 443  |

| 1962 | 1968 | 1975 | 1982 | 1990  | 1999  | 2006  | 2008  | 2013  |
| ---- | ---- | ---- | ---- | ----- | ----- | ----- | ----- | ----- |
| 467  | 511  | 530  | 704  | 1 197 | 1 381 | 1 571 | 1 625 | 1 642 |

| 2018  | 2022  | - | - | - | - | - | - | - |
| ----- | ----- | - | - | - | - | - | - | - |
| 1 666 | 1 720 | - | - | - | - | - | - | - |

#### Pyramide des âges
En 2018, le taux de personnes d'un âge inférieur à 30 ans s'élève à 36,8 %, soit en dessous de la moyenne départementale (39,9 %). À l'inverse, le taux de personnes d'âge supérieur à 60 ans est de 21,3 % la même année, alors qu'il est de 20,1 % au niveau départemental.
En 2018, la commune comptait 826 hommes pour 840 femmes, soit un taux de 50,42 % de femmes, légèrement inférieur au taux départemental (51,02 %).
Les pyramides des âges de la commune et du département s'établissent comme suit.
| Hommes | Classe d’âge | Femmes |
| ------ | ------------ | ------ |
| 1,2    | 90 ou +      | 3,6    |
| 5,0    | 75-89 ans    | 6,8    |
| 12,0   | 60-74 ans    | 13,9   |
| 24,9   | 45-59 ans    | 22,4   |
| 17,9   | 30-44 ans    | 18,6   |
| 17,8   | 15-29 ans    | 14,6   |
| 21,2   | 0-14 ans     | 20,1   |

| Hommes | Classe d’âge | Femmes |
| ------ | ------------ | ------ |
| 0,5    | 90 ou +      | 1,4    |
| 5,4    | 75-89 ans    | 7,2    |
| 12,9   | 60-74 ans    | 13,9   |
| 20     | 45-59 ans    | 19,4   |
| 19,9   | 30-44 ans    | 20,1   |
| 20     | 15-29 ans    | 18,2   |
| 21,3   | 0-14 ans     | 19,8   |

### Enseignement

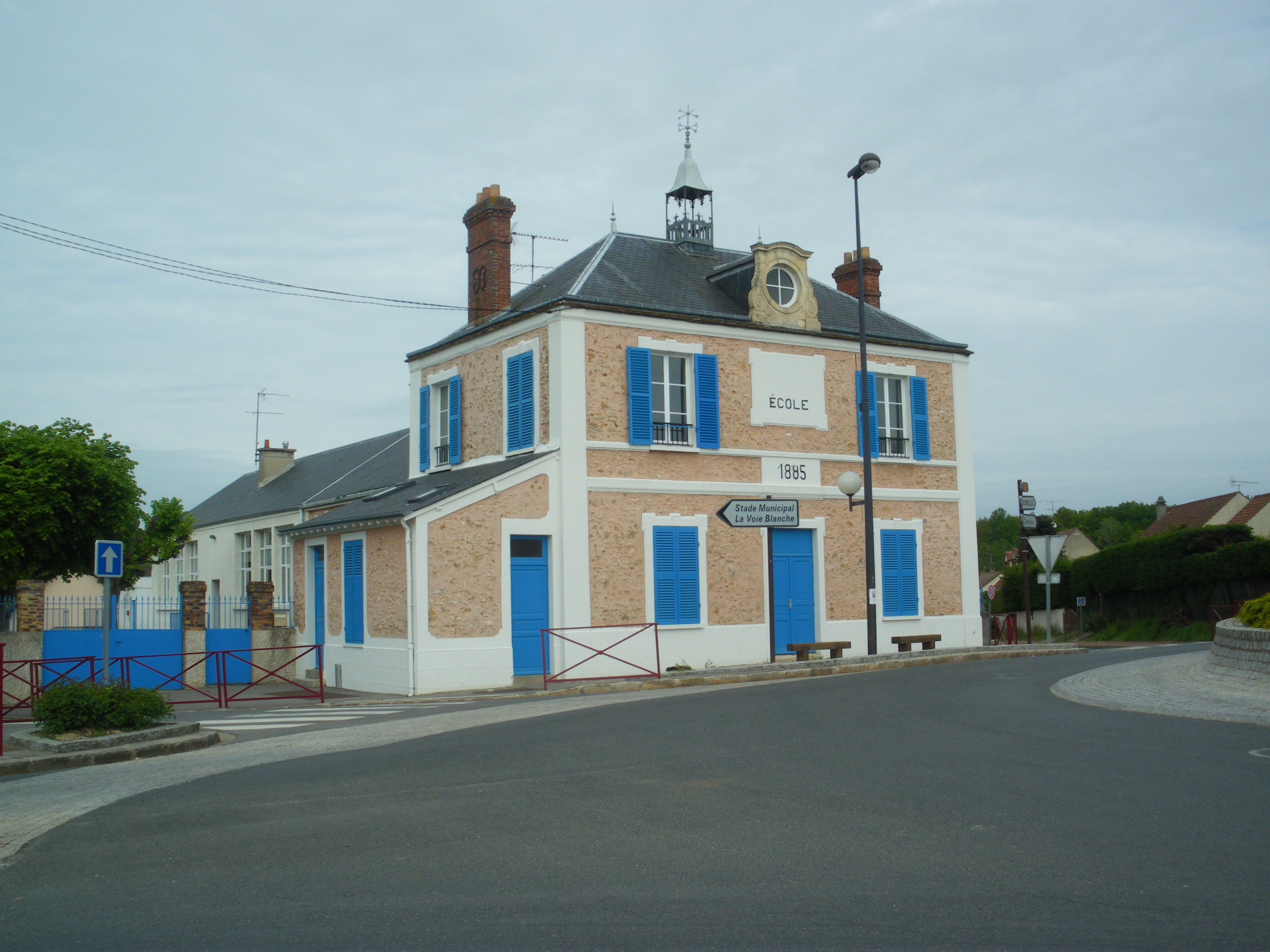
L'école élémentaire des Châtaigniers.

Les établissements scolaires d'Angervilliers dépendent de l'académie de Versailles. Angervilliers dispose de l'école maternelle publique Le Château et de l'école élémentaire Les Châtaigniers (qui accueille environ 120 élèves).
Après le cycle élémentaire, les élèves rejoignent en général le collège Condorcet situé à Dourdan. Le lycée de secteur est le lycée Nikola-Tesla, situé également à Dourdan. Compte tenu des options choisies, les lycéens Angervilliérois peuvent aussi se rendre à celui de Limours. Ces deux lycées sont des établissements publics. Le plus proche lycée privé se trouve à Palaiseau.
Le plus proche établissement d'enseignement supérieur est l'Université Paris-Sud 11 à Orsay.

### Équipements de santé
La commune dispose sur son territoire de l'établissement d'hébergement pour personnes âgées dépendantes le Village. Angervilliers possède un groupe médical comprenant une pharmacie, un cabinet de dentiste et un cabinet de médecin. La commune compte aussi deux infirmières et un kinésithérapeute.

### Milieu associaltif
Angervilliers possède de nombreuses associations culturelles, dont des associations sportives (football, judo, danse, gymnastique, course à pied, VTT), des associations d'aide aux personnes âgées, des associations de rencontre, une association de chasse...

### Équipements sportifs
La commune possède un stade de football ainsi qu'un terrain polyvalent de handball et de basket. Le territoire aux paysages variés et relativement accidenté permet la randonnée et la pratique du VTT.

### Lieux de culte

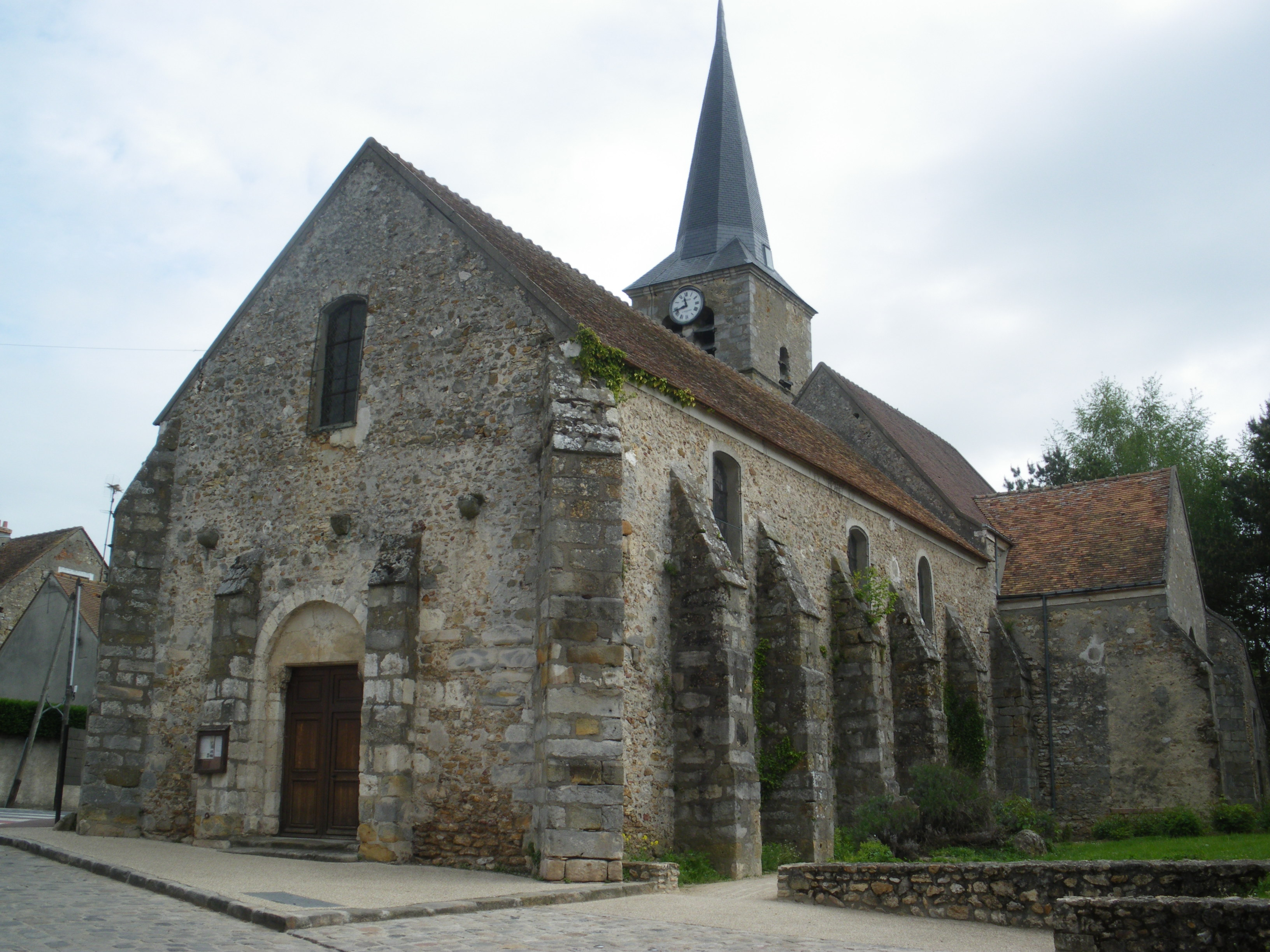
L'église Saint-Étienne.

L'église Saint-Étienne d'Angervilliers qui date du XIe siècle a été reconstruite dans sa majeure partie au XIVe siècle sous l'invocation de saint Étienne. La paroisse catholique est rattachée au secteur paroissial de Limours ainsi qu'au diocèse d'Évry-Corbeil-Essonnes. Des messes ont lieu dans les différentes églises du secteur par rotation.

### Médias
L'hebdomadaire Le Républicain relate les informations locales. La commune est située dans le bassin d'émission de France 3 Paris Île-de-France Centre, IDF1, Télif, Cap 24, NRJ Paris et Téléssonne.

## Économie

### Emplois, revenus et niveau de vie
En 2010, le revenu fiscal médian par ménage était de 48 355 €, ce qui plaçait Angervilliers au 414e rang parmi les 31 525 communes de plus de 39 ménages en métropole.
| Répartition des emplois par catégories socioprofessionnelles en 2006. |              |                                           |                                                   |                            |                          |                           |
|                                                                       | Agriculteurs | Artisans, commerçants, chefs d’entreprise | Cadres et professions intellectuelles supérieures | Professions intermédiaires | Employés                 | Ouvriers                  |
| Angervilliers                                                         | -            | -                                         | -                                                 | -                          | -                        | -                         |
| Zone d’emploi d’Orsay                                                 | 0,2 %        | 3,7 %                                     | 36,2 %                                            | 26,2 %                     | 21,4 %                   | 12,3 %                    |
| Moyenne nationale                                                     | 2,2 %        | 6,0 %                                     | 15,4 %                                            | 24,6 %                     | 28,7 %                   | 23,2 %                    |
| Répartition des emplois par secteurs d’activités en 2006.             |              |                                           |                                                   |                            |                          |                           |
|                                                                       | Agriculture  | Industrie                                 | Construction                                      | Commerce                   | Services aux entreprises | Services aux particuliers |
| Angervilliers                                                         | -            | -                                         | -                                                 | -                          | -                        | -                         |
| Zone d’emploi d’Orsay                                                 | 1,0 %        | 13,4 %                                    | 3,8 %                                             | 18,1 %                     | 30,5 %                   | 5,4 %                     |
| Moyenne nationale                                                     | 3,5 %        | 15,2 %                                    | 6,4 %                                             | 13,3 %                     | 13,3 %                   | 7,6 %                     |
| Sources : Insee,                                                      |              |                                           |                                                   |                            |                          |                           |

## Culture locale et patrimoine

### Patrimoine environnemental
Les espaces boisés entourant la commune et les étangs ont été recensés au titre des espaces naturels sensibles par le conseil général de l'Essonne. Angervilliers fait partie des communes comprises dans le projet d'extension du parc naturel régional Haute Vallée de Chevreuse.
- Angervilliers possède sur son territoire la forêt domaniale d'Angervilliers. Ce petit massif domanial d'une superficie de 286 hectares[66] et qui recouvre le tiers de la commune doit devenir une réserve nationale. Elle est composée, en partie basse de sable et de grès avec des chênaies sessile, de nombreux châtaigniers, des bruyère et des fougères aigles (situé sur les sols acides). En partie haute, elle est composée d'argiles et de meulière avec des chênaie pédonculée, des charmes et des tilleuls[67]. Cette forêt est gérée par l'ONF.
- Les nombreux châtaigniers de la commune sont classés. Ils ont été plantés sous Louis XIV pour en récolter les fruits. La plupart sont encore là aujourd'hui.

Le GR11 et le GR 111 traversent la commune.

### Patrimoine architectural
L'église Saint-Étienne d'Angervilliers, signe irréfutable d'une occupation humaine stable et développée, l'église Saint-Étienne existe déjà au XIe siècle. Les ravages de guerre de Cent Ans déterminèrent la reconstruction de la plus grande partie de l'édifice au XIVe siècle sous l'invocation de saint Étienne. L'église est doté d'un clocher en bâtière et d'un chevet plat, traditionnels en Hurepoix, d'une nef unique et d'un chœur dont la présence est surtout marquée par une chapelle latérale à droite. L'église, simple et solide, est conforme aux caractéristiques locales. Le vocable de Saint-Étienne est rare en Essonne.
En l'absence de tout pilier, la nef unique est couverte d'une voûte en berceau en bois peint datant du XVe siècle, dont il n'y a pas d'exemple dans le canton hormis à Saint-Sulpice-de-Favières. Ornée d'étoiles d'or sur fond bleu, la voûte de l'église représente la voûte céleste. La simplicité des formes et la netteté des volumes contribuent à créer une impression de grandeur et de hauteur portant à l'élévation. Ce décor est peut-être une référence supplémentaire à Saint-Étienne, qui en mourant a vu s'ouvrir les cieux.
Au cours des périodes de prospérité de la France comme du territoire d'Angervilliers, le mobilier de l'église s'est considérablement enrichi. Au XVIIe siècle, une chaire en bois sculpté, un meuble de sacristie ainsi que des bas-reliefs en marbre représentant le Christ et la Vierge furent offerts à l'église. Au XVIIIe siècle, la chapelle de la Vierge fut pourvue d'un autel en bois, peint et doré. En forme de tombeau, il offre aux fidèles la représentation de Dieu : un triangle équilatéral, au centre duquel est inscrit ' Yahvé ' en hébreu, repose sur les nues qui sont la manifestation de Dieu. Outre tout ce mobilier, on trouve aussi deux toiles du XVIIIe siècle représentant le baptême du Christ et la Vierge et L'Enfant, et une du XVIIe siècle représentant saint Jérôme.
On trouve aussi dans l'église, une plaque de fondation des messes très ancienne. En effet, suivant une pratique courante, M. Jean Simon, greffier et tabellion aux bailliage et châtellenie d'Angervilliers, lègue à la fabrique de l'église une rente annuelle et perpétuelle pour la célébration de quatre messes basses par an, à dates fixes, à l'intention de sa femme, de son fils, de lui-même et d'amis. Afin que la mémoire ne s'en perde pas, il fait graver la teneur de ce contrat du 19 janvier 1638 sur une pierre à apposer dans l'église. Un crâne et deux tibias croisés rappellent aux fidèles l'inéluctabilité de la mort et la nécessité de veiller au salut éternel,.

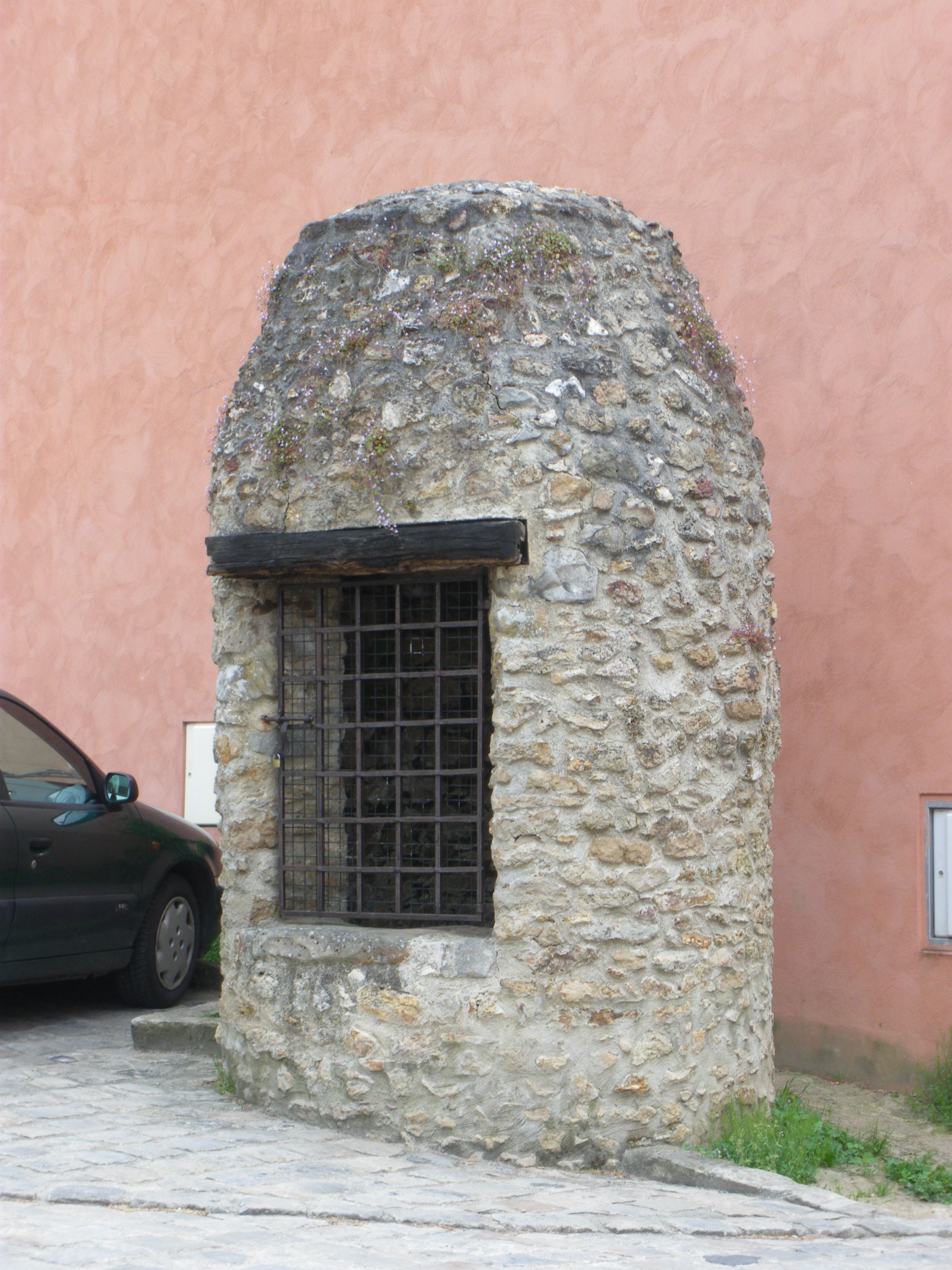
Le vieux puits.

Devant l'église se dresse une pierre d'origine certainement très ancienne, voire antérieure à l'église. Cette pierre était beaucoup plus élevée. Elle devait être un symbole dressé en mémoire des morts d'un cimetière qui devait être autour de l'église, selon la tradition. Sur cette pierre est sculptée une épée à double tranchant (symbolisant l'ombre et la lumière, le bien et le mal) et une balance (symbole du jugement). Ces signes datent de la plus haute antiquité et se retrouvent dans de nombreuses civilisations.
L'Orangerie de l’ancien château, dernier reste de l'ancien château d'Angervilliers (avec le colombier), l'orangerie sert aujourd'hui de salle polyvalente et abrite les locaux de la mairie. Ce bâtiment date du XVIIe siècle et a été agrandi au XIXe siècle. À côté de l'orangerie (côté cour) se trouve un pressoir qui a été construit en  1682. Le Colombier, placé au centre de la cour des communs de l'ancien château, l'ancien colombier seigneurial qui date lui aussi du XVIIe siècle abrite aujourd'hui les locaux de la bibliothèque municipale. Ces deux bâtiments sont inscrits aux monuments historiques depuis le 21 octobre 1985. À côté de ces bâtiments (côté rue) se trouve aussi un vieux puits datant du XVIIe siècle qui était autrefois alimenté par une rivière souterraine.
L'école primaire la IIIe République triomphante fait naître un grand mouvement de rénovation ou de remplacement des bâtiments publics. Propriétaire du château, le comte Sapia de Lencia, maire de la commune et soucieux d'embellir sa ville, fait construire en 1885 une nouvelle école sur l'emplacement de l'ancienne. La réalisation est conforme au style républicain ; simple et régulière, claire, pourvue d'une cour et d'un petit préau, elle accueille encore aujourd'hui les enfants du primaire. Cette école accueillit aussi la mairie du village jusqu'en 1983.
La Briqueterie Vaugirard, le sable et l'argile étant présents sur le territoire de la commune, des tuileries et briqueteries s'y sont développées depuis longtemps. Au XIXe siècle, trois tuileries, qui fabriquent leurs produits à la main, se font concurrence. Seule la plus moderne, la tuilerie Sylvain, peut se maintenir et produit alors tuiles, briques et carreaux de grande renommée. Ces petites structures disparaissent cependant peu à peu, au profit d'unités plus grandes. Aujourd'hui, seules les Briqueteries de Vaugirard qui datent du début du XXe siècle sont encore en activité. Elles ont été rachetées récemment par l'entreprise Wienerberger.
Angervilliers possède aussi sur son territoire de vieilles maisons et de vieilles fermes dont certaines datent du XVIIe siècle.

### Personnalités liées à la commune
Personnages publics étant nés, morts ou ayant vécu à Angervilliers :
- Nicolas Prosper Bauyn d'Angervilliers (1675-1740), homme politique, en fut le seigneur.

### Héraldique
| Blason de Angervilliers | Blason  | D'or à l'arbre terrassé de sinople, au chef soudé d'argent chargé de trois lions contournés de gueules. |
| Blason de Angervilliers | Détails | |